# Disparaître
Pour plus de détails, voir Fiche technique et Distribution.
Disparaître est un film documentaire québécois réalisé par Jean-François Mercier et co-écrit et présenté par Lise Payette, sorti en 1989. Le film abordait notamment la question de la disparition éventuelle du français au Québec. Avant son lancement, ce film a fait l'objet d'un battage publicitaire important. Après sa première diffusion, le 12 février 1989 sur les ondes de Radio-Canada, il a provoqué de nombreuses réactions dans les médias. Le documentaire suggérait entre autres choses de limiter certaines formes d'immigration pour favoriser la protection de la langue française.
Selon la politicologue et féministe Chantal Maillé, ce film « évoquait la menace d’une disparition collective devant la venue de hordes d’immigrants aux mœurs et aux valeurs à contre-courant des nouvelles valeurs qui forgeaient ce nouveau Québec conquérant, puissant et féministe. » Selon l'historien du cinéma Pierre Véronneau, il s'agit du film québécois le plus controversé sur le sujet de l'immigration au Québec. En raison de cette controverse, la série « Enjeux d'une nation», inaugurée par ce film, a été abandonnée. 